# Andrena eversmanni
Andrena eversmanni là một loài Hymenoptera trong họ Andrenidae. Loài này được Radoszkowski mô tả khoa học năm 1867.